# Buckner Thruston
Buckner Thruston, född 9 februari 1763 i Gloucester County, Virginia, död 30 augusti 1845 i Washington, D.C., var en amerikansk jurist och politiker (demokrat-republikan). Han representerade delstaten Kentucky i USA:s senat 1805–1809.
Thruston utexaminerades från The College of William & Mary. Han studerade sedan juridik och inledde sin karriär som advokat i Lexington. Han tjänstgjorde som domare 1791, 1802–1803 och från 1810 fram till sin död.
Thruston efterträdde 1805 John Brown som senator för Kentucky. Han avgick som senator i december 1809 och tillträdde sedan i januari 1810 en domarbefattning i en federal domstol.